# Всемарийский совет
Всемари́йский сове́т (луговомар. Марий мер каҥаш; горномар. Мары йӓл кӓнгӓш; сев.-зап. мар. Маре мер кӓҥӓш) — руководящий орган межрегионального общественного движения марийского народа.
Межрегиональное общественное движение марийского народа («Марий калык толкын») является массовым, не имеющим членства общественным объединением. Целями его деятельности являются сохранение, развитие и использование марийской культуры и языка; консолидация марийского народа на основе сохранения культуры и языка, национального самосознания. Постоянно действующим руководящим органом движения является Всемарийский совет — выборная коллегиальная структура, подотчётная Съезду марийского народа («Марий калык погын»), созываемому раз в четыре года. Члены Всемарийского совета выбираются Съездом марийского народа из числа делегатов на срок четыре года, до следующего Съезда.
Руководит Всемарийским советом председатель («Оньыжа»). Председатель имеет четырёх заместителей («оналмаш»). Заседания Всемарийского совета проводятся в форме пленумов не реже двух раз в год. Президиум Всемарийского совета («Мер каҥаш вуйвер») является постоянно действующим рабочим органом Всемарийского совета и избирается из числа его членов.
Общественное движение марийского народа имеет свои эмблему, флаг и гимн.
Наряду с организацией «Марий ушем» Всемарийский совет считает себя последователем Съездов народа мари начала XX века.
XII Съезд марийского народа запланирован на 2024 год.

## Съезды марийского народа (Марий калык погын)
Съезд народа мари — Марий калык погын:
1. I Всероссийский съезд народа мари — 15—25 июля 1917 года, Бирск (ныне Республика Башкортостан)[3];
2. II Всероссийский съезд народа мари — 6—14 июня 1918 года, Казань[4];
3. III Всероссийский съезд народа мари — 30—31 октября 1992 года[5];
4. IV Всероссийский съезд народа мари — 18—19 октября 1996 года[6];
5. V Всероссийский съезд народа мари — [источник не указан 2941 день];
6. VI Всероссийский съезд народа мари (внеочередной чрезвычайный) — 26 апреля 2002 года, Йошкар-Ола[7];
7. VII Всероссийский съезд народа мари — 27 марта 2004 года[8][нет в источнике];
8. VIII Всероссийский съезд народа мари — 16—19 апреля 2008 года, Йошкар-Ола[9];
9. IX Съезд народа мари — 18—21 апреля 2012 года, Йошкар-Ола[10];
10. X Съезд народа мари — 14—16 апреля 2016 года, Йошкар-Ола[11].
11. XI Съезд народа мари — 1—3 октября 2020 года, Йошкар-Ола[12].

## Председатели (Оньыжа)
- Пектеев Василий Александрович (1992—2000).
- Николаев Виктор Леонидович (2000—2004).
- Козлов Владимир Никифорович (2004—2008).
- Яковлева Лариса Николаевна (2008—2012).
- Иванов Анатолий Николаевич (2012—2016).
- Александров Эдуард Васильевич (с 2016).